# Jasna Fritzi Bauer
Jasna Fritzi Bauer, född 20 februari 1989 i Wiesbaden, Tyskland, är en schweizisk skådespelare. Sedan filmdebuten 2010 har hon medverkat i flera tyska filmer och TV-produktioner, varav flera huvudroller.

## Filmografi
- 2011 – Ein Tick anders
- 2012 – Barbara